# Controversy Tour
Tournées par Prince
Dirty Mind Tour
(1980-1981) 1999 Tour
(1982-1983)
Le « Controversy Tour » (en français, la « tournée de la controverse ») est la troisième tournée de Concert de Prince. Elle fait la promotion de son quatrième album Controversy. On peut noter aussi que les concerts accueillirent le nouveau groupe The Time pour faire l'ouverture.

## Histoire
Le « Controversy Tour » marque le début du remplacement du regretté bassiste André Cymone, remplacé Mark Brown, et l'arrivée de Chick Huntsberry colosse imposant garde du corps de Prince. Dans les premiers jours de la tournée Prince a déclaré que l'allure énorme de Huntsberry lui faisait peur. C'est le guitariste du groupe Dez Dickerson qui a parlé de lui à Prince pour qu'il l'embauche. Huntsberry est par la suite devenu le confident de Prince, il apparaît dans le film Purple Rain comme videur. Cette tournée a également créé des tensions entre le groupe de Prince et celui qu'il avait choisi pour assurer leur première partie des concerts The Time.
The Time est devenu en une nuit un groupe de superstars grâce à leur premier album, le groupe lui-même était frustré de son succès en raison du manque d'investissement qu'avaient apporté les membres à l'exception de Morris Day. Prince avait en fait collaboré avec Morris Day pour écrire l'album, dont il composera la plupart des chansons. Pendant la tournée The Time créa de tels spectacles au cours de leur apparition qu'il commença à s'inquiéter des réactions de Prince car peu à peu il finit par sentir quand il entrait en scène qu'on l'éclipsait. Pour se venger Prince fit la tournée suivante, le 1999 Tour spécialement pour leurs prouver qu'il était meilleur et que seul lui pouvait composer ainsi.
La goutte d'eau a fait déborder le vase dans la nuit de leur dernier concert à Cincinnati, après que les membres de The Time avaient commencé à narguer Prince en lui hurlant de sortir de la scène. Prince et son groupe ont d'abord attrapé Jerome Benton et lui ont fait le coup du « goudron et des plumes » en lui versant du miel et en le jetant dans un tas d'ordure. Les choses se sont encore aggravées car Prince en voulait encore plus à Jesse Johnson le guitariste de The Time car il venait de réaliser une performance époustouflante. Quand Prince et son groupe l'eurent attrapé ils le menottèrent à un porte manteau fixé au sol et lui lancèrent des Nachos et d'autres aliments pour l'humilier[réf. nécessaire]. Alors que The Time voulait partir pour porter plainte, ils ont été arrêtés par le directeur de la tournée à qui ils dirent qu'ils arrêtèrent leurs collaborations avec Prince. Une fois le reste du groupe sortit de la coulisse une bataille de nourriture éclata entre The Time et le groupe de Prince, se poursuivant dans l'hôtel où des dommages importants furent causés. C'est finalement Morris Day qui paya tous les dommages après que Prince eut déclaré qu'il était la cause de la bataille.

## Le groupe
- Prince : Chant et Guitare
- Dez Dickerson: Guitare
- Brown Mark: Basse
- Matt Fink: Clavier
- Lisa Coleman: Clavier
- Bobby Z.: Batterie
- John Howard : Basse spéciale

## Liste des chansons
1. Uptown
2. Why You Wanna Treat Me So Bad?
3. Sexy Dancer
4. I Wanna Be Your Lover
5. Head
6. Dirty Mind
7. Do Me, Baby
8. Controversy
9. Let's Work
10. Partyup
11. Jack U Off

When You Were Mine et Annie Christian furent interprétés dans certaines salles.

## Date des concerts
Avant le début de la tournée Prince a joué deux concerts au Los Angeles Memorial Coliseum pour ouvrir celui des Rollings Stones. Lors du premier concert Prince et son groupe n'ont pas fini leur liste car les spectateurs sont devenus hostiles à leurs égards. Prince était vêtu d'un slip comme sur l'album Controversy et d'un trench-coat, et ses chansons contenaient des paroles sexuellement androgynes. Prince a quitté la scène après seulement 15 minutes durant lesquelles la foule l'a hué, lui a lancé des projectiles, l'a traité d'« homosexuel » et de « sale nègre ».
Après ce concert Prince est rentré immédiatement chez lui à Minneapolis. Après avoir parlé à Dez Dickerson directeur de Steve Fargnoli et Mick Jagger en personne il revint faire le deuxième concert. Des fans ayant entendu parler du lynchage de Prince, étaient prêtes à recommencer mais Prince réussit finalement à terminer sa set-list[Quoi ?]. Le premier concert est devenu légendaire car le bruit de foule qu'il a fait est apparu sur le titre Pop Life quelques années plus tard.
| #                     | Date             | Ville               | Pays       | Salle                              | Audience |
| --------------------- | ---------------- | ------------------- | ---------- | ---------------------------------- | -------- |
| Controversy Tour 1981 |                  |                     |            |                                    |          |
| 1                     | 20 novembre 1981 | Pittsburgh          | États-Unis | Stanley Theater                    | 2 950    |
| 2                     | 21 novembre 1981 | Washington          | États-Unis | Warner Theater                     | 2 000    |
| 3                     | 21 novembre 1981 | Washington          | États-Unis | Warner Theater                     | 2 000    |
| 4                     | 25 novembre 1981 | Greenville          | États-Unis | Greenville Memorial Auditorium     | 7 500    |
| 5                     | 26 novembre 1981 | Baltimore           | États-Unis | Baltimore Civic Center             | 5 000    |
| 6                     | 27 novembre 1981 | Charlotte           | États-Unis | Charlotte Coliseum                 | 10 000   |
| 7                     | 29 novembre 1981 | Nashville           | États-Unis | Nashville Municipal Auditorium     | 9 600    |
| 8                     | 2 décembre 1981  | New York            | États-Unis | The Palladium                      | 3 400    |
| 9                     | 4 décembre 1981  | Détroit             | États-Unis | Joe Louis Arena                    | 12 000   |
| 10                    | 5 décembre 1981  | Chicago             | États-Unis | Arie Crown Theatre                 | 4 319    |
| 11                    | 5 décembre 1981  | Chicago             | États-Unis | Arie Crown Theatre                 | 4 319    |
| 12                    | 6 décembre 1981  | Saint Louis         | États-Unis | Kiel Auditorium                    | 9 300    |
| 13                    | 9 décembre 1981  | Houston             | États-Unis | The Summit                         | 16 000   |
| 14                    | 10 décembre 1981 | Charlotte           | États-Unis | Charlotte Coliseum                 | 10 000   |
| 15                    | 10 décembre 1981 | Atlanta             | États-Unis | The Omni                           | 15 000   |
| 16                    | 12 décembre 1981 | Columbia            | États-Unis | Carolina Coliseum                  | 12 000   |
| 17                    | 13 décembre 1981 | Savannah            | États-Unis | Savannah Civic Center              | 9 600    |
| 18                    | 14 décembre 1981 | Nashville           | États-Unis | Nashville Municipal Auditorium     | 9 600    |
| 19                    | 15 décembre 1981 | Louisville          | États-Unis | Louisville Gardens                 | 6 850    |
| 20                    | 16 décembre 1981 | Toledo              | États-Unis | Sports Arena                       | 3 500    |
| 21                    | 17 décembre 1981 | Milwaukee           | États-Unis | Milwaukee Arena                    | 12 700   |
| 22                    | 18 décembre 1981 | Baton Rouge         | États-Unis | Riverside Centroplex               | 13 400   |
| 23                    | 19 décembre 1981 | Dallas              | États-Unis | Convention Center Arena            | 9 100    |
| 24                    | 20 décembre 1981 | La Nouvelle-Orléans | États-Unis | Sanger Theater                     | 16 207   |
| 25                    | 26 décembre 1981 | Milwaukee           | États-Unis | MECCA Arena                        | 12 700   |
| 26                    | 28 décembre 1981 | Toledo              | États-Unis | Toledo Sports Arena                | 3 500    |
| 27                    | 29 décembre 1981 | Columbus            | États-Unis | Veterans Memorial Auditorium       | 4 000    |
| 28                    | 30 décembre 1981 | Louisville          | États-Unis | Louisville Gardens                 | 6 850    |
| 29                    | 31 décembre 1981 | Macon               | États-Unis | Macon Coliseum                     | 5 000    |
| Controversy Tour 1982 |                  |                     |            |                                    |          |
| 30                    | 1er janvier 1982 | Largo               | États-Unis | Capitol Center                     | 20 000   |
| 31                    | 2 janvier 1982   | Lakeland            | États-Unis | Lakeland Civic Center Arena        | 8 900    |
| 32                    | 3 janvier 1982   | Jacksonville        | États-Unis | Veterans Memorial Coliseum         | 10 379   |
| 33                    | 28 janvier 1982  | Richmond            | États-Unis | The Mosque                         | 7 100    |
| 34                    | 29 janvier 1982  | Landover            | États-Unis | Capital Centre                     | 20 000   |
| 35                    | 30 janvier 1982  | Passaic             | États-Unis | Passaic Capital Theatre            | 2 400    |
| 36                    | 1er février 1982 | Ann Arbor           | États-Unis | Hill Auditorium                    | 1 500    |
| 37                    | 4 février 1982   | Saginaw             | États-Unis | Wendler Arena                      | 7 600    |
| 38                    | 5 février 1982   | Cleveland           | États-Unis | Public Hall                        | 8 000    |
| 39                    | 6 février 1982   | Bloomington         | États-Unis | ISU-Braden Auditorium              | 3 500    |
| 40                    | 7 février 1982   | Omaha               | États-Unis | Civic Auditorium Arena             | 9 300    |
| 41                    | 9 février 1982   | Denver              | États-Unis | Convention Center Auditorium Arena | 10 000   |
| 42                    | 11 février 1982  | San Diego           | États-Unis | Golden Hall                        | 4 100    |
| 43                    | 12 février 1982  | Santa Monica        | États-Unis | Santa Monica Civic Auditorium      | 3 500    |
| 44                    | 13 février 1982  | San Bernardino      | États-Unis | National Orange Show Grounds       | 10 000   |
| 45                    | 14 février 1982  | San Francisco       | États-Unis | San Francisco Civic Auditorium     | 8 180    |
| 46                    | 15 février 1982  | San Francisco       | États-Unis | San Francisco Civic Auditorium     | 8 180    |
| 47                    | 18 février 1982  | Kansas City         | États-Unis | Kemper Arena                       | 19 500   |
| 48                    | 19 février 1982  | Martin              | États-Unis | UT-Martin Fieldhouse               | 2 200    |
| 49                    | 20 février 1982  | Birmingham          | États-Unis | Jefferson Civic Center Coliseum    | 15 000   |
| 50                    | 21 février 1982  | Indianapolis        | États-Unis | Indiana Convention Center          | 8 368    |
| 51                    | 24 février 1982  | Memphis             | États-Unis | Mid-South Coliseum                 | 11 200   |
| 52                    | 25 février 1982  | Monroe              | États-Unis | Monroe Civic Center                | 7 600    |
| 53                    | 26 février 1982  | Augusta             | États-Unis | Richmond County Civic Center       | 6 600    |
| 54                    | 27 février 1982  | Montgomery          | États-Unis | Garrett Coliseum                   | 13 500   |
| 55                    | 28 février 1982  | La Nouvelle-Orléans | États-Unis | Saenger Performing Arts Center     | 2 800    |
| 56                    | 2 mars 1982      | Upper Darby         | États-Unis | Tower Theatre                      | 3 119    |
| 57                    | 3 mars 1982      | Boston              | États-Unis | Orpheum Theatre                    | 2 200    |
| 58                    | 5 mars 1982      | Rockford            | États-Unis | Rockford Metro Centre              | 10 000   |
| 59                    | 7 mars 1982      | Minneapolis         | États-Unis | Met Center                         | 5 850    |
| 60                    | 8 mars 1982      | Minneapolis         | États-Unis | First Avenue                       | 1 500    |
| 61                    | 11 mars 1982     | Hampton             | États-Unis | Hampton Coliseum                   | 13 800   |
| 62                    | 12 mars 1982     | Raleigh             | États-Unis | Dorton Arena                       | 6 500    |
| 63                    | 13 mars 1982     | Philadelphie        | États-Unis | Tower Theater                      | 1 952    |
| 64                    | 14 mars 1982     | Cincinnati          | États-Unis | Riverfront Coliseum                | 7 000    |